# Gun mada

Mapa Mezopotamii za rządów władców z III dynastii z Ur z zaznaczonym obszarem podbitych ziem (peryferiów) z których ściągano podatek gun mada

Gun mada (sum. gun ma.da, tłum. „podatek z podbitych ziem”) – nazwa jednego z podatków płaconych w sumeryjskim państwie III dynastii z Ur (2113-2005 p.n.e.). Podatek ten płacony był w żywym inwentarzu przez personel wojskowy stacjonujący na peryferiach państwa. Chodziło tu przede wszystkim o podbite obszary leżące na wschód od rzeki Tygrys, gdzie władcy III dynastii z Ur utworzyli szereg osiedli wojskowych. Ściągany w formie podatku żywy inwentarz gromadzony był w mieście Drehem, gdzie następowała jego redystrybucja. Podatek gun mada wraz z podatkiem bala, płaconym przez prowincje państwa, stanowił podstawę systemu podatkowo-redystrybucyjnego wprowadzonego przez władców III dynastii z Ur.